# Mycteria
Mycteria è un genere della famiglia dei Ciconiidi. Comprende i tantali, ciconidi tropicali diffuse nelle Americhe, in Africa orientale e in Asia meridionale e sud-orientale. Due di queste specie vengono indicate come "ibis" nel loro nome scientifico o in uno dei nomi comuni ora in disuso, ma non sono imparentati con questi uccelli: sono semplicemente più simili di aspetto agli ibis di altre specie di ciconiformi.

## Descrizione
I tantali sono uccelli di notevoli dimensioni, lunghi circa 90–100 cm e con un'apertura alare di 150 cm. Il piumaggio del corpo è quasi completamente bianco in tutte le specie, ma le remiganti sono nere. Le specie del Vecchio Mondo hanno il becco giallo brillante, la pelle nuda della faccia rossa o gialla e le zampe rosse, ma queste parti del corpo sono più sbiadite nel tantalo americano dell'America tropicale. I giovani sono una versione più scialba degli adulti e generalmente sono di colore marroncino, con il becco chiaro.

## Biologia
Volano planando, tenendo il collo e le zampe distesi. Sono specie stanziali che nidificano nelle zone umide di pianura dove vi siano alberi per poter costruire grandi nidi di ramoscelli.
Camminano lentamente e maestosamente nell'acqua bassa alla ricerca delle prede, costituite, come quelle di altre cicogne, da pesci, rane e grossi insetti.

## Specie
- Tantalo americano o "ibis di bosco" (Mycteria americana)
- Tantalo cinereo (Mycteria cinerea)
- Tantalo beccogiallo (Mycteria ibis)
- Tantalo variopinto (Mycteria leucocephala)

Sono state inoltre descritte due specie di tantalo fossili:
- Mycteria milleri, del Miocene Medio (Cherry County, USA)
- Mycteria wetmorei, del Tardo Pleistocene (USA occidentali e sud-orientali, Cuba)

Quest'ultima specie sembra sia stata una sister species del tantalo americano e probabilmente ne rimpiazzava la nicchia ecologica nel Nordamerica preistorico.